# 陵水圣女果

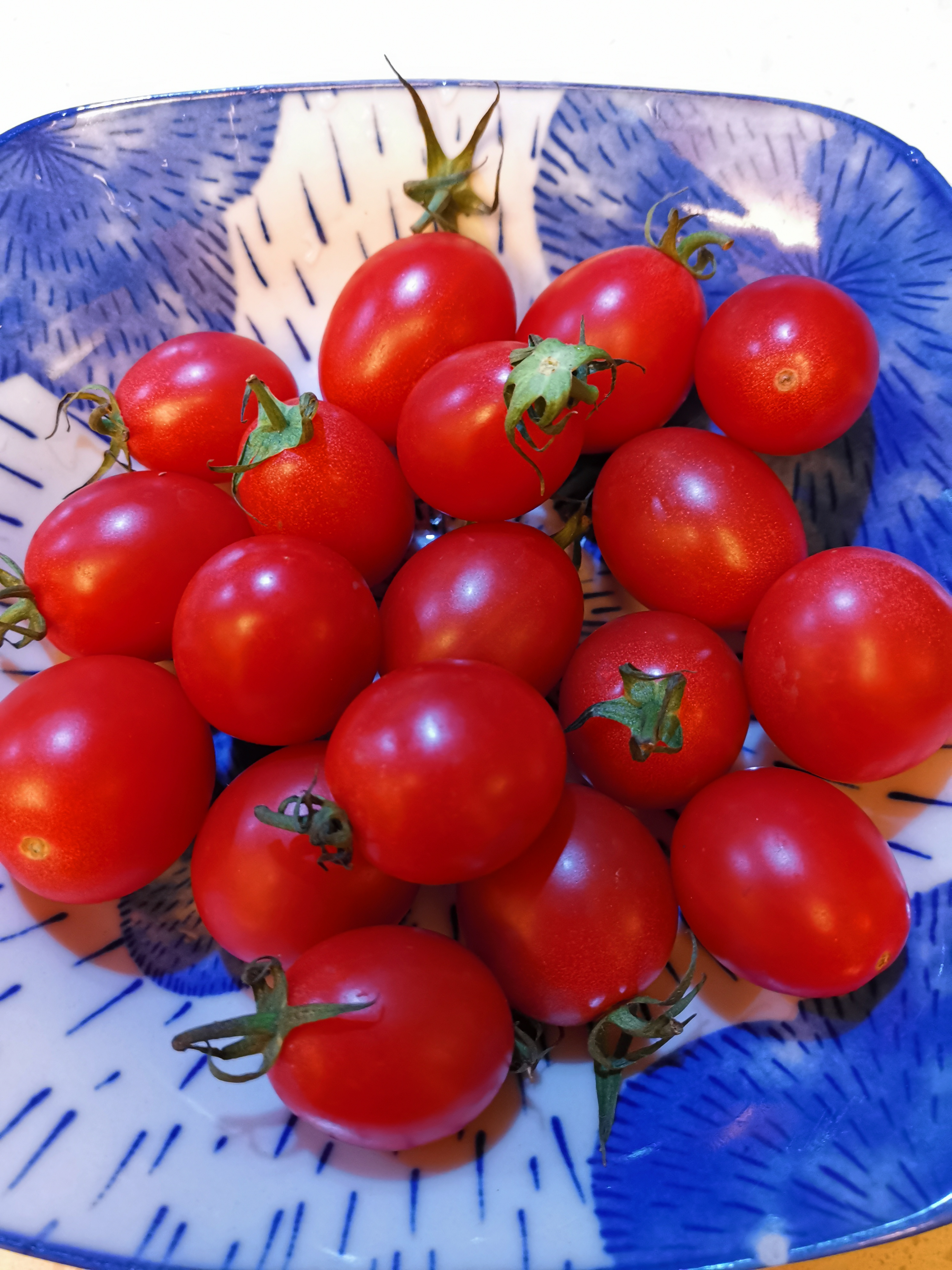
海南陵水千禧果

陵水圣女果，也称陵水千禧果，是中华人民共和国海南省陵水的一个土特产圣女果、中国地理标志产品。

## 特点
当地由于昼夜温差大，圣女果果形饱满、口感脆甜。陵水是中国最早进行的南繁育种基地，当地主要生产槟榔、椰子、香蕉和冬季蔬菜等，其中以椰子、槟榔、荔枝、龙眼、圣女果等为主。2013年6月8日，陵水现代农业科技示范基地浙江大学院士专家工作站开始建设，其为陵水和浙江大学共建，主要研发西瓜、哈密瓜、荔枝、芒果、圣女果、火龙果等水果培育。2016年，陵水圣女果正式获评“中国地理标志产品”，并获得当年冬交会最受欢迎农产品品牌冠军。